# Shereen Bhan
Shereen Bhan, née le 20 août 1976 , est une journaliste et une présentatrice de journal de la télévision indenne. Elle est la directrice de la rédaction de la chaîne CNBC TV18 (en). Shereen prend la direction de la rédaction de CNBC-TV18, à partir du 1er septembre 2013 après qu'Udayan Mukherjee (en) ait décidé de se retirer.

## Récompenses et distinctions
En octobre 2023, elle reçoit le prix Compliance 10/10.